# 獅子山隧道 (屯馬綫)
獅子山隧道（英語：Lion Rock Tunnel）為港鐵屯馬綫的鐵路隧道，全長約2.48公里，是香港第四條連接市區及新界鐵路隧道。
此隧道穿越獅子山郊野公園（在意義上，只有這條「獅子山隧道」是真正穿過獅子山），連接屯馬綫黃大仙段鑽挖隧道至顯徑站，於馬仔坑遊樂場（黃大仙一側）設有通風大樓，隧道只供屯馬綫列車使用，而此路段的架空電纜將採用剛性懸掛（屯馬綫由紅磡站至顯徑站近本隧道入口，均使用此款架空電纜）。
值得一提的是，屯馬綫其中一個中性區亦設於此隧道內近4號逃生門位置。

## 建造歷程
此隧道（連同黃大仙段鑽挖隧道）建造合約於2012年10月16日批予法國萬喜公司（VCGP），並隨即於同年動工。2015年11月11日，隧道在進行最後一次爆破後貫通；而直到2017年9月，顯徑至紅磡站隧道（包括本隧道）均已完成路軌鋪設；而馬仔坑通風大樓亦正進行結構工程。及後，此隧道架空電纜及訊號系統亦於2017年內通電。截至2018年6月，列車已經有條件於屯馬綫全綫行駛；而在2017年12月初，港鐵屯馬綫中國製列車D415/D416編組於顯徑站至啟德站間進行動態測試，是自通電後首次有列車通過本隧道。而在2018年8月18日，隧道進行首次通風系統測試，代表隧道大致完工。
獅子山隧道已連同顯徑站至紅磡列車停放處出入線路段，於2018年11月尾完工並移交港鐵公司，劃入「營運範圍」，並將於2019年初起進行營運測試。政府於2019年7月18日宣佈，屯馬綫大圍至啟德段將於2020年初通車。及後，由於顯徑至啟德區段訊號系統，已於2019年10月13日與馬鞍山綫的舊有訊號系統成功整合，並於10月26日起開始試運12星期，故此包括獅子山隧道在內上述區段亦於2020年2月14日通車。